# Jasik
Jasik är en ort i Bosnien och Hercegovina.   Den ligger i entiteten Republika Srpska, i den centrala delen av landet, 14 km öster om huvudstaden Sarajevo. Jasik ligger 1 120 meter över havet och antalet invånare är 123.
Terrängen runt Jasik är huvudsakligen kuperad, men åt nordväst är den bergig.Runt Jasik är det ganska tätbefolkat, med 70 invånare per kvadratkilometer.. Närmaste större samhälle är Sarajevo, 13,6 km väster om Jasik. 
I omgivningarna runt Jasik växer i huvudsak blandskog.